# Amílcar Cabral
Pour les articles homonymes, voir Cabral.
Amílcar Cabral (12 septembre 1924 – 20 janvier 1973), également connu sous le pseudonyme Abel Djassi, est un homme politique marxiste-léniniste,, et panafricain de Guinée-Bissau et des Îles du Cap-Vert.
Il est le fondateur du Parti africain pour l'indépendance de la Guinée et du Cap-Vert, PAIGC (Partido Africano da Independência da Guiné e Cabo Verde), qui permettra l'indépendance de ces deux États colonisés par le Portugal.

## Biographie

### Jeunesse
Amílcar Lopes da Costa Cabral est né en 1924 à Bafatá, en Guinée portugaise (actuelle Guinée-Bissau) d’un père capverdien et d’une mère guinéenne.
Il est issu de la petite bourgeoisie de couleur (comme beaucoup de dirigeants nationalistes de son époque). Son père, Juvenal Cabral est instituteur.
Sa mère est d’abord domestique puis tient par la suite un petit commerce, « une des plus importantes aspirations pour les Africains de l’époque».
Alors que des famines successives provoquent 50 000 morts entre 1941 et 1948 au Cap-Vert, il choisit de s'orienter vers l'agronomie et part étudier à Lisbonne où il demeure jusqu'en 1952.
Il y côtoie des militants de la libération des colonies africaines de l'empire colonial portugais. Certains de ces militants deviendront des meneurs de la lutte indépendantiste en Afrique lusophone, occidentale et australe, tels Mário Pinto de Andrade, Agostinho Neto, Viriato da Cruz, qui deviendra le Premier secrétaire du Mouvement populaire de libération de l'Angola (MPLA) tous les trois en Angola, Eduardo Mondlane (fondateur du Front de libération du Mozambique (Frelimo), Mozambique), Marcelino dos Santos et Vasco Cabral. Ils créent ensemble clandestinement le Centro de Estudos Africanos pour promouvoir la culture des peuples noirs colonisés et obtiennent par l’intermédiaire du Parti communiste portugais (également clandestin) des ouvrages jugés « subversifs », anticolonialistes ou révolutionnaires, censurés par le régime de Salazar.
Cabral décide de renoncer à un poste de chercheur à la station agronomique de Lisbonne (Portugal) pour un emploi d’ingénieur de deuxième classe en Guinée.
De retour en Guinée-Bissau (un choix de vie autant qu’un acte politique pour Cabral) comme agronome, il est chargé du recensement agricole et parcourt pour ce faire la Guinée pendant deux ans.
En 1954, il tente d'organiser sous couvert d'activités culturelles et sportives une organisation politique nationaliste à Bissau. La découverte de cette association par les autorités coloniales mène à l’interdiction de celle-ci mais également l’expulsion de Cabral du pays.
Pendant les quatre années suivantes, de 1954 à 1958, il travaille pour différentes entreprises agricoles, ce qui lui permet d'effectuer de longues missions en Angola. Il porte un intérêt particulier au concept de la négritude tout en cherchant à dépasser les clivages ethniques entre les peuples d'Afrique. Il développe, à côté de cela, sa propre analyse du marxisme afin de l'adapter aux conditions africaines.

### Fondation du PAIGC et lutte pour l'indépendance
En 1956, étant autorisé à revenir en Guinée une fois par an, il fonde le PAIGC (Parti africain pour l'indépendance de la Guinée et des iles du Cap-vert) avec les personnes suivantes : Luís Cabral, son demi-frère (futur président de la République de Guinée-Bissau), Aristides Pereira (futur président de la République du Cap-Vert), Abílio Duarte (futur ministre et président de l’Assemblée nationale du Cap-Vert), et Elisée Turpin. Cette organisation est clandestine et Cabral en est désigné secrétaire général.
En 1961, il est présent au Caire lors de la troisième Conférence des peuples africains où il insiste, reprenant la formule de Lénine, sur la nécessité de « l'analyse concrète de chaque situation concrète » pour repousser le colonialisme, soit s'adapter aux réalités de chaque pays plutôt que de chercher à reproduire identiquement une lutte anticoloniale menée dans un autre pays.
Il effectue dans les mois et années qui suivent une analyse détaillée des « divisions et contradictions » des sociétés guinéenne et cap-verdienne, de façon à comprendre quels groupes sociaux sont les plus à même de soutenir la lutte contre le colonialisme.
Après avoir cherché sans succès une issue pacifique au statut colonial de la Guinée et des îles du Cap-vert, le PAIGC s'oriente en 1963 vers la lutte armée et se bat contre l'armée portugaise sur plusieurs fronts à partir des pays voisins, la Guinée Conakry et la Casamance, province du Sénégal. Il parvient peu à peu à gagner du terrain, contrôlant 50 % du territoire en 1966 et 70 % à partir de 1968 et met en place de nouvelles structures politico-administratives dans ces régions. Pour Cabral, ces régions doivent être des lieux de transformation sociale sans attendre l'indépendance : « La dynamique de la lutte exige la pratique de la démocratie, de la critique et de l'autocritique, la participation croissante de la population à la gestion de leur vie, l'alphabétisation, la création d'écoles et de services sanitaires, la formation de cadres issus des milieux paysans et ouvriers, et bien d'autres réalisations qui impliquent une véritable marche forcée de la société sur la route du progrès culturel. Cela montre que la lutte de libération n'est pas qu'un fait culturel, elle est aussi un facteur culturel ».
Parallèlement, il déploie une activité diplomatique très intense pour faire connaître son mouvement et en légitimer l’action auprès de la communauté internationale. En 1972, les Nations unies finissent par considérer le PAIGC comme « véritable et légitime représentant des peuples de la Guinée et du Cap-Vert ». Amílcar Cabral est assassiné le 20 janvier 1973 à Conakry par des membres de la branche militaire du parti, en relation avec des agents des autorités portugaises, quelques mois seulement avant l’indépendance de la Guinée-Bissau.
Amilcar Cabral ne verra donc jamais la reconnaissance de l’indépendance de la Guinée-Bissau et du Cap-Vert par le Portugal, le 10 septembre 1974, cause pour laquelle il a combattu pendant plus de vingt ans.

## Postérité
Une compétition de football, la Coupe Amílcar Cabral, porte son nom.
Plusieurs établissements scolaires portent également son nom :
- l'école primaire Amílcar-Cabral à la Minière, dans la commune de Dixinn (Conakry, Guinée)
- le collège CEMT Amilcar Cabral de Ziguinchor au Sénégal
- le lycée Cabral de Ségou au Mali
- le lycée technique Amílcar-Cabral à Ouagadougou au Burkina Faso
- le lycée agricole Amílcar-Cabral (LAAC) à Brazzaville au Congo
- le lycée Amílcar-Cabral (LACM) à Mamou en Guinée
- le lycée Amílcar-Cabral (LACM) à Macenta en Guinée
- le lycée (cycle secondaire) Amilcar Cabral (à Assomada, au Cap-Vert)

Un aéroport à Sal au Cap-Vert porte son nom, l'aéroport international Amílcar-Cabral (Aeroporto Internacional Amílcar Cabral).
Plusieurs voies portent son nom : un boulevard à Fort-de-France en Martinique, l’Avenida Amílcar Cabral à Praia, une rue à Kaolack au Sénégal, un boulevard à Alger en Algérie, une avenue à Saint-Denis (Seine-Saint-Denis), en France et une place Amilcar-Cabral à Fameck, une ville de Moselle (Lorraine).
Un quartier : Bairro Amilcar Cabral (B.A.C.) à Sines, au Portugal.
Une bibliothèque communale sur l'Asie, Afrique et Amérique latine à Bologne en Italie depuis 1974, porte son nom.

## Citation
« Les chrétiens vont au Vatican, les musulmans à la Mecque et les révolutionnaires à Alger. »

« La petite bourgeoisie révolutionnaire doit être capable de se suicider comme classe pour ressusciter comme travailleur révolutionnaire, entièrement identifiée avec les aspirations les plus profondes du peuple auquel elle appartient. Cette alternative – trahir la révolution ou se suicider comme classe – constitue le choix de la petite bourgeoisie dans le cadre général de la libération nationale »

« Nous ne luttons pas simplement pour mettre un drapeau dans notre pays et pour avoir un hymne mais pour que plus jamais nos peuples ne soient exploités, pas seulement par les impérialistes, pas seulement par les Européens, pas seulement par les gens de peau blanche, parce que nous ne confondons pas l’exploitation ou les facteurs d’exploitation avec la couleur de peau des hommes ; nous ne voulons plus d’exploitation chez nous, même pas par des Noirs. »

### Archives d'Amílcar Cabral
Les archives numérisées d'Amílcar Cabral (en particulier sa correspondance) en tant que secrétaire général du Partido Africano para a Independência da Guiné e Cabo Verde (PAIGC) sont accessibles sur la plateforme Casa Comum. Les archives papier sont conservées à la Fondation Mário Soares e Maria Barroso.